# Megan Williams (Filmproduzentin)
Megan Williams (* 20. Jahrhundert) ist eine US-amerikanische Filmproduzentin, mit dem Schwerpunkt auf Dokumentationen.
Williams ist eine ehemalige Fernsehjournalistin und war adjunct professor an der USC School of Cinematic Arts. Sie wurde mit dem Alfred I. duPont–Columbia University Award ausgezeichnet. Sie war Mitbegründern von TVTV, einem Kollektiv von Dokumentarfilmern, die Guerrilla television betrieben. Seit den 1970er Jahren ist Williams als Produzentin tätig. 1988 produzierte sie Language Says It All, in dem es um das Leben von Eltern und tauben Kindern geht. Für ihr langjähriges Engagement auf diesem Gebiete erhielt sie den Lee Katz Award der American Society for Deaf Children. Williams gehört zu den Mitbegründer der heutigen Onlineplattform Tripod, deren Aufgabe es ist, sich um die Bildung von tauben Menschen zu kümmern und diese mit entsprechenden Materialien und Beratungen zu unterstützen. Williams gründete Tripod 1982 und ist selbst Mutter zweier tauber Kinder, was der Beweggrund ihres Engagements ist.
2006 gab Williams mit Tell Me Cuba ihr Regiedebüt.
Bei der Oscarverleihung 1988 war sie für Language Says It All für den Oscar in der Kategorie Bester Dokumentar-Kurzfilm nominiert. 
Williams ist mit dem Produzenten Michael Shamberg verheiratet.

## Filmografie (Auswahl)
- 1988: Language Says It All
- 2006: Tell Me Cuba (auch Regie)
- 2017: Boston